# Spættet kutling
Spættet kutling (Pomatoschistus pictus) er en lille fisk i kutlingefamilien, en familie, der er kendetegnet ved at have sammenvoksede bugfinner, som danner en sugeskål.

## Morfologi
Op til 6 centimeter lang med 4-5 tydlige og ofte todelte pletter langs siden og to rækker mørke pletter på forreste rygfinne.

## Levevis
Spættet kutling er en udpræget bundfisk, der lever på grus og sandblandet bund.